# Kare (gmina Žitorađa)
Kare (cyr. Каре) – wieś w Serbii, w okręgu toplickim, w gminie Žitorađa. W 2011 roku liczyła 32 mieszkańców.